# Henryk z Wierzbna (zm. 1342–1343)
Henryk z Wierzbna (zm. po 21 grudnia 1342 a przed 19 kwietnia 1343) – archidiakon wrocławski, z rodu panów z Wierzbnej.
Był synem Fasolda; bratem Stefana.
W dokumentach po raz pierwszy pojawia się w 1315 roku. Jako osoba świecka występuje jeszcze w 1324 roku. Później obrał stan duchowny. 3 września 1327 roku po raz pierwszy występuje jako kanonik wrocławski.
W 1333 roku został archidiakonem wrocławskim, w 1339 roku był kolektorem świętopietrza. Po raz ostatni jako osoba żyjąca w źródłach występuje 21 grudnia 1342 roku.
Pewne komplikacje dla badaczy powoduje fakt, że w tym samym czasie co Henryk, kanonikiem wrocławskim był jego stryj i imiennik.